# Фарфоровский, Сергей Васильевич
Сергей Васильевич Фарфоровский (1878—1938) — историк, этнограф.

## Биография
Родился в апреле 1878 года в городе Переславле Владимирской губернии. Отец мещанин, мать из семьи священнослужителей.
В 1896—1900 годах учился в семинарии[где?]. В 1905 годах окончил со званием магистра историко-филологический факультет Казанского университета.
В 1905—1906 годах учитель русского языка в реальном училище в Майкопе. В 1911 году жил в Париже. В 1912 году сотрудник музея[какого?] в Берлине.
В последующие годы работал и жил в Ленинграде (Псковская улица, д. 34, кв. 35).
В 1936 году читал лекции по истории Древнего мира в Новгородском государственном учительском институте.
4 октября 1937 года арестован. 12 января 1938 года Комиссией НКВД и Прокуратуры СССР приговорён по ст. 58-6-8-11 УК РСФСР к высшей мере наказания, расстрелян 18 января в Ленинграде.